# Global Warning
Global Warning ist ein österreichisch-italienisch-US-amerikanischer Dokumentarfilm aus dem Jahr 2011. Ernst Gossner führte Regie und schrieb zusammen mit dem Mitproduzenten Robert Narholz das Drehbuch. 

## Handlung
Gossner widmet sich in Global Warning der Frage, warum und nach welchen Mustern Menschen immer wieder Krieg gegeneinander führen. Als Beispiel dient ihm der Alpenkrieg zwischen Österreich-Ungarn und Italien während des Ersten Weltkriegs, zu dem er auch seine leibliche Großmutter im Film interviewt. Archivaufnahmen und aktuelle Außenaufnahmen vom Ort des damaligen Kriegsgeschehens wechseln sich ab.

## Hintergrund
Die Dreharbeiten zu Global Warning fanden in Südtirol, Nordtirol, Trentino, Berlin und den Vereinigten Staaten statt. Die Firmen Vent Productions und Lena Film produzierten den Film.

## Aufführung und Veröffentlichung
Die Premiere fand am 1. Juni 2011 auf dem 21. Internationalen Film Festival Innsbruck statt, wo der Film am Dokumentarfilmwettbewerb teilnahm.
Global Warning wird auf DVD mit englischen Untertiteln vertrieben. Die DVD enthält als Extra eine Kurzdokumentation über die Expedition des Filmteams zu den Schauplätzen des Ersten Weltkrieges in den Alpen.